# Ким Бус
Ким Бус (хол. Kim Busch; Дордрехт, 16. јун 1998) — холандска пливачица вишеструка учесница светских првенстава и Олимпијских игара. Њена примарна дисциплина су спринтерске трке слободним и делфин стилом.
Као јуниорка се паралелно са пливањем бавила и ватерполом и пар пута је наступила и за Јуниорску женску ватерполо репрезентацију Холандије. 

## Спортска каријера
Успешан деби на међународним пливачким такмичењима је имала 2014, на европском првенству за јуниоре чији домаћин је управо била Холандија, где јој је за мало измакла медаља у трци на 50 метара делфин стилом (била је четврта). Две године касније успешно је дебитовала и у сениорској конкуренцији, пошто је на светском првенству у малим базенима одржаном у канадском Виндзору освојила три медаље у штафетним тркама: два сребра (4×50 слободно и 4×50 слободно микс) и једну бронзу (4×100 слободно). Једнако успешан деби имала је и на светским првенствима у великим базенима пошто је у Будимпешти 2017. освојила бронзану медаљу у трци штафета на 4×100 слободно. У децембру исте године освојила је златну медаљу у трци женских штафета на 4×50 слободно, на Европском првенству у малим базенима у Копенхагену.  
На светском првенству у малим базенима у Хангџоу 2018. освојила је чак 5 медаља у штафетним тркама: 4 сребра и једну бронзу.
Захваљујући великим успесима које је постигла пливајући у штафетним тркама, Ким је изборила место у женској пливачкој репрезентацији Холандије за Летње олимпијске игре у Токију 2020. године. Холандска женска штафета на 4×100 слободно је у финалу заузела високо 5. место.
Највећи успех у каријери на светским првенствима постигла је у Дохи 2024. где је освојила титулу светске првакиње у трци женских штафета на 4×100 слободно. За Холандију су поред Бусове у финалу те трке пливале још и Јана ван Котен, Кира Таусајнт и Марит Стенберген.
Успела је да се квалификује за наступ на ЛОИ 2024. у Паризу, где се такмичила у две дисциплине. У трци на 50 метара слободно заузела је 18. место у квалификција са временом од 24.87 секунди, док је трку женских штафета на 4×100 слободно завшрила на 9. месту у квалификацијама. 